# Ampeloxalis
Ampeloxalis (Oxalis incarnata) är en harsyreväxtart som beskrevs av Carl von Linné. Ampeloxalis ingår i släktet oxalisar, och familjen harsyreväxter. Arten förekommer tillfälligt i Sverige, men reproducerar sig inte. Inga underarter finns listade i Catalogue of Life.